# Кристалізаційна вода
Кристалізаці́йна вода́ (англ. water of crystallization, crystal water; нім. Kristallwasser n) — зв'язана вода, що міститься у кристалічній ґратці у вигляді молекул. Виділяється лише при високій температурі (близько 200—600 °C).
Кристалізаційна вода характерна, наприклад, для гіпсу CaSO4·2H2O, опалу SiO2·nH2O, карналіту KMgCl3·6H2O і багатьох інших мінералів.
Також називають гідроксильна вода